# Quebracho (legno)
Quebracho, italianizzato chebracio; è il nome commerciale di un legname ottenuto da piante di varie famiglie, come le Moraceae, le Santalaceae, le Anacardiaceae, le Apocynaceae, le Caesalpiniaceae.
Il nome deriva delle parole spagnole quebrar (rompere) e hacha (ascia). È utilizzato nel settore della concia al vegetale delle pelli e nella tintoria nella varietà Schinopsis lorentzii.